# Сметс, Жоэль
Жоэль Сметс (фр. Joël Smets) — бельгийский мотогонщик, 4-кратный чемпион мира по мотокроссу.

## Карьера
Жоэль Сметс был назван родителями в честь выдающегося бельгийского мотогонщика Жоэля Робера. Однако юноша не занимался мотоспортом до 17-летнего возраста. Несмотря на столь поздний дебют, Сметс на удивление быстро освоился среди профессионалов и уже в 1993 году выиграл свой первый этап чемпионата мира и стал бронзовым призером мирового первенства в классе 500см3.
За свою спортивную карьеру Жоэль Сметс пережил и взлёты и падения. За упорство и мужество он получил прозвище «Фламандский лев».
К сожалению, многочисленные травмы в 2004—2005 годах вынудили бельгийца уйти из большого спорта, хотя на его счету было к тому времени второе в истории мотокросса количество побед — 57, уступавшее лишь достижению Стефана Эвертса — 101 победа.

## Достижения
- 1993: (500см3) 3-е место чемпионат мира (Husaberg)
- 1994: (500см3) 3-е место чемпионат мира (Vertemati)
- 1995: (500см3) Чемпион мира, Победа в «Мотокроссе Наций» (Husaberg)
- 1996: (500см3) 2-е место Чемпионат мира (Husaberg)
- 1997: (500см3) Чемпион мира, Победа в «Мотокроссе Наций» (Husaberg)
- 1998: (500см3) Чемпион мира (Husaberg)
- 1999: (500см3) 3-е место Чемпионат мира (Husaberg)
- 2000: (500см3) Чемпион мира (KTM)
- 2001: (500см3) 2-е место Чемпионат мира (KTM)
- 2002: (500см3) 2-е место Чемпионат мира (KTM)
- 2003: (650см3) Чемпион мира, Победа в «Мотокроссе Наций» (KTM)
- 2003: (MXGP) 2-е место Чемпионат мира (KTM)